# Castalius coridon
Castalius coridon är en fjärilsart som beskrevs av Pieter Cramer 1782. Castalius coridon ingår i släktet Castalius och familjen juvelvingar. Inga underarter finns listade i Catalogue of Life.